# Zizi Jeanmaire

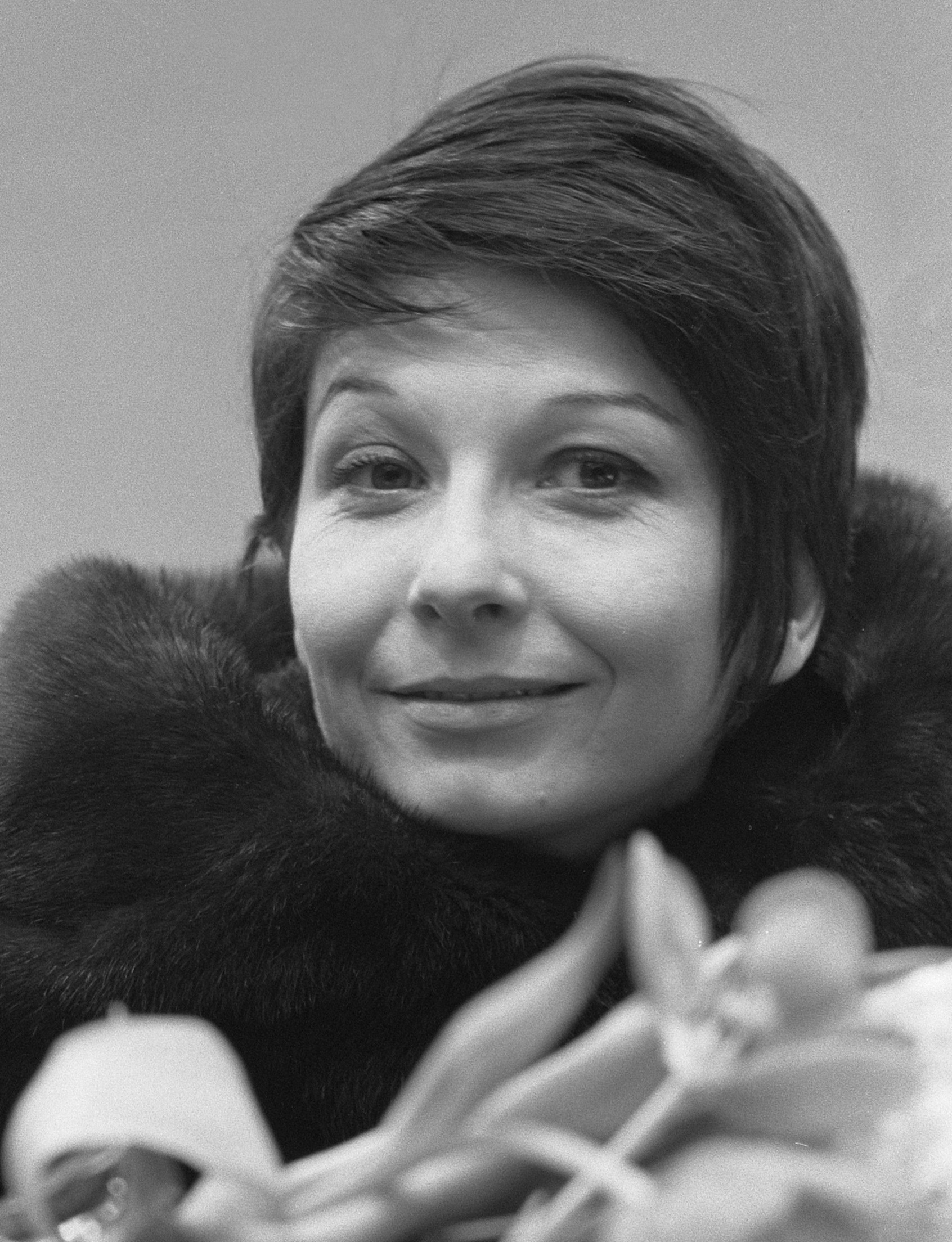
Zizi Jeanmaire in 1963

Publiciteitsfoto

Renée Marcelle "Zizi" Jeanmaire (Parijs, 29 april 1924 - Tolochenaz, 17 juli 2020) was een Franse balletdanseres, actrice en zangeres. Ze werd beroemd in de jaren 1950 na het spelen van de titelrol in het ballet Carmen, geproduceerd in Londen in 1949, en verscheen in verschillende Hollywood-films en revues in Parijs. Ze trouwde in 1954 met de danser en choreograaf Roland Petit, die balletten en revues voor haar creëerde. 

## Leven en werk
Zizi Jeanmaires ouders waren Olga Renée Brunus en Marcel Jeanmaire. De naam Zizi verklaarde ze in haar autobiografie als volgt: "Toen ik klein was, noemde mijn moeder me 'mon Jésus', dat veranderde in 'mon Zizi'".
Ze danste als negenjarig kind al bij het Parijse Operaballet, waar ze de even oude Roland Petit ontmoette. Ze danste in 1944 in de Soirées de la danse in het Theatre Sarah Bernhardt. Ze werd in 1946 ballerina bij het Nouveau Ballet de Monte Carlo en danste in 1947 tijdens het Londense afscheidsseizoen van de Ballets Russes de Monte Carlo van 'Colonel' Wassily de Basil. Twee jaar later  werd ze de ster van de Ballets de Paris onder leiding van Petit. Ze creëerde haar beroemdste rol in de balletversie van de opera Carmen. Voor die rol liet ze haar haar kort knippen tot een jongenskop die door veel vrouwen werd gekopieerd. Na de Londense première in het Prince's Theatre op 21 februari 1949 ging de voorstelling op tournee naar  Broadway en werd het volgende seizoen herhaald.
In Hollywood verscheen ze in 1952 in de muziekfilm Hans Christian Andersen in 1952, met Danny Kaye en Farley Granger. In 1954 speelde ze opnieuw op Broadway in de musical The Girl in Pink Tights. Ze keerde terug naar Parijs en trouwde dat jaar met Petit. Hun dochter Valentine Petit, die het jaar daarop geboren werd, werd ook danseres en actrice.
Jeanmaire verscheen opnieuw in de film in 1956, in Cole Porters Anything Goes met Bing Crosby. Ze richtte zich verder op de dans in meer dan 60 shows van Roland Petit, waaronder La Rose des vents in 1958 en Cyrano de Bergerac in 1959. Vanaf 1961 maakte ze carrière in revues in het Alhambra, met hits als het zang- en dansnummer Mon truc en plumes, dat ze zong in een jurk van Yves Saint Laurent, die haar hoofdontwerper werd voor podium- en privékleding. 
Jeanmaire ging ook chansons zingen, voor het eerst in Roland Petits Croqueuse de diamants in 1950. Ze koos bij voorkeur liederen van Serge Gainsbourg, die centraal staan in haar albums Au Casino de Paris (1972) en Bobino (1977), en daarnaast van Boris Vian en Jacques Prévert. 
Zizi Jeanmaire stierf op 17 juli 2020 op 96-jarige leeftijd in Zwitserland.

## Verwijzing
In de openingsstrofe van de wereldhit van Peter Sarstedt, Where Do You Go To (My Lovely)? uit 1969, komt de regel voor: "You talk like Marlene Dietrich, and you dance like Zizi Jeanmaire". 

## Filmografie
- Hans Christian Andersen (1952)
- Anything Goes (1956)
- Folies-Bergère (1957)
- Charmants Garçons (1957)
- Guinguette (1959)
- 1-2-3-4 ou Les Collants noirs (1961)

## Zizi over Zizi
- Zizi, i.s.m. Gérard Mannoni, met voorwoord van Roland Petit. Paris, Assouline, 2002 ISBN 2-84323-389-5
- Et le souvenir que je garde au cœur, met voorwoord van Michel Tournier, Paris, Les Arènes-Bel Air Classiques, 2008 ISBN 978-2-35204-076-7